# Żubrówka

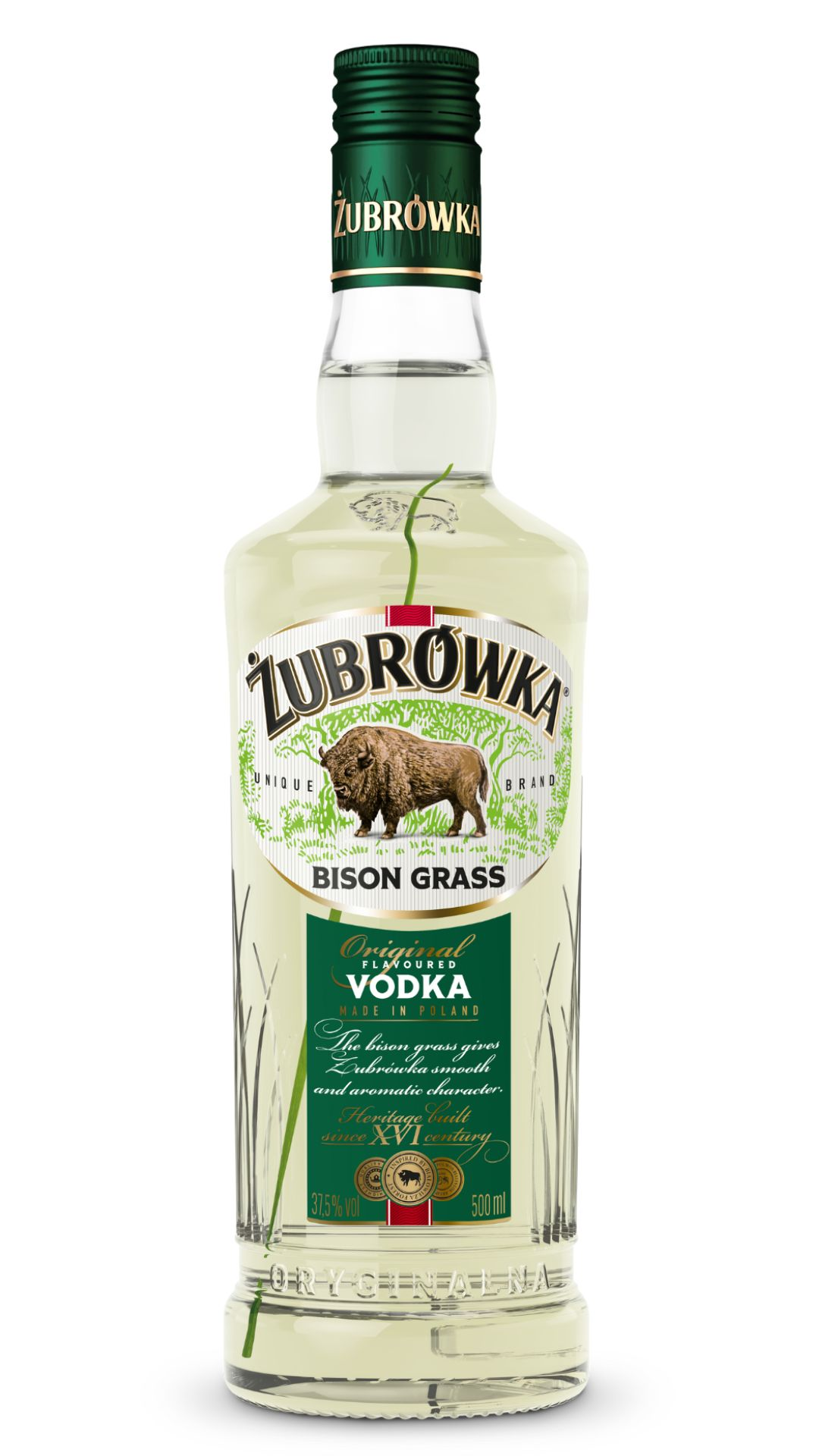
Botella común de Żubrówka.

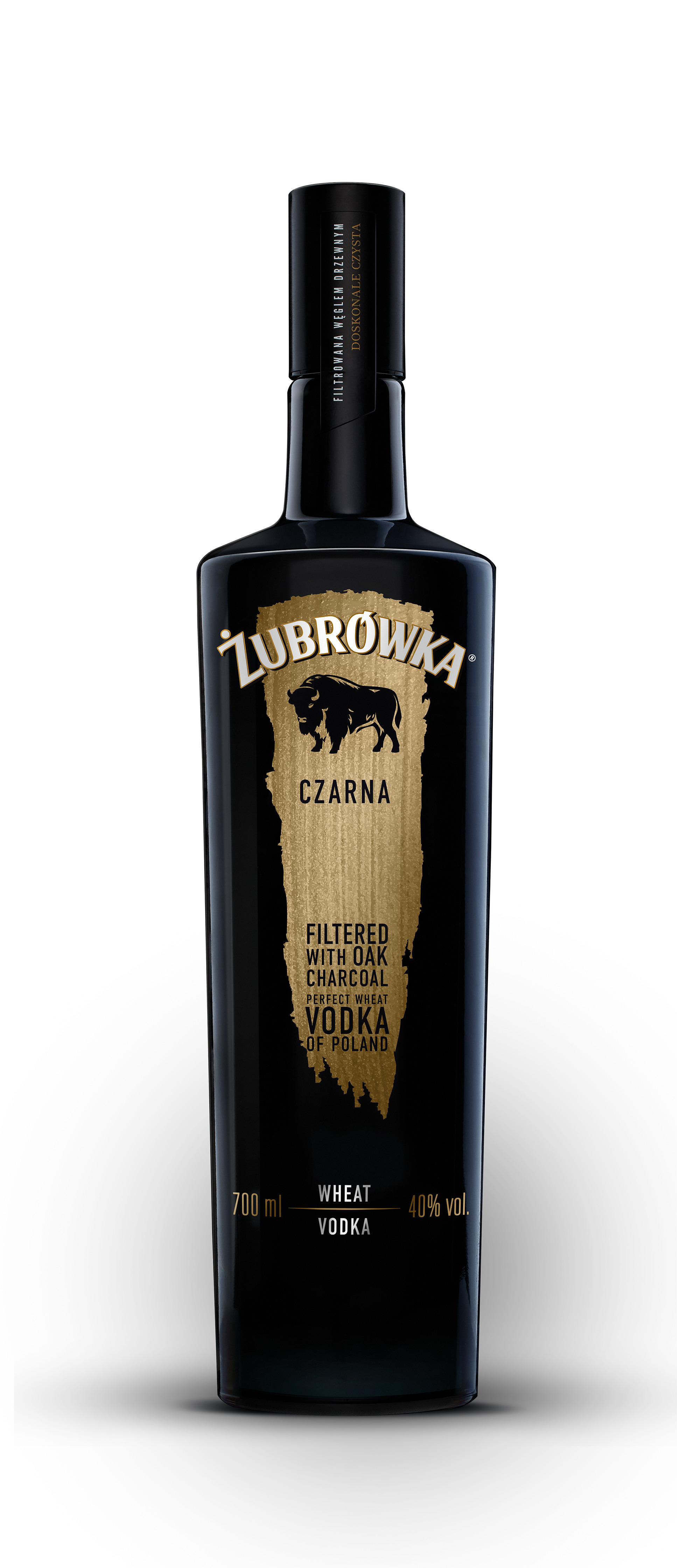
Botella común de Żubrówka.

Żubrówka (pronunciado: /ʐuˈbrufka/ⓘ; conocido en algunos países como Bison Grass Vodka) es un tipo de vodka aromatizado con hierbas, de origen polaco, destilado a partir del centeno y con una graduación alcohólica de 40%.
La palabra Żubrówka significa literalmente en polaco El vodka de la hierba del bisonte (żubr o zubr significa bisonte en las lenguas eslavas), ya que el ingrediente que caracteriza el sabor de Żubrówka es la Hierochloe odorata, comúnmente llamada la hierba del bisonte. Esta hierba crece en el bosque de Białowieża, que está situado en la frontera entre Polonia y Bielorrusia, y suele ser pasto habitual del bisonte europeo.
Dentro de cada botella genuina de Żubrówka se puede encontrar una hoja de la hierba del bisonte; éste es el motivo por el cual el vodka tiene su particular gusto, aroma y color amarillento. La forma más habitual de tomar el Żubrówka es muy frío y acompañado con zumo de manzana, lo que se conoce en polaco como tatanka o szarlotka.
En la actualidad, la compañía Polmos Białystok (también responsables del vodka Absolwent) destila el Żubrówka en la ciudad de Białystok, situada en el noreste de Polonia.

## Premios
Wódka Żubrówka ha sido recompensada muchas veces por prestigiosos organismos. Ha recibido varias medallas de oro y de plata. Ha recibido igualmente un ‘International High Quality Trophy’ a las selecciones de calidad, organizadas por Monde Selection en 2008. En 2012, dos de los productos de la marca (Żubrówka Biala Wódka et Żubrówka Bison Grass Wódka) han sido respectivamente recompensados de un diploma a la calidad de oro y de un diploma a la calidad gran oro, otogados por Monde Selection.